# Blechnum auratum
Blechnum auratum är en kambräkenväxtart. Blechnum auratum ingår i släktet Blechnum och familjen Blechnaceae.

## Underarter
Arten delas in i följande underarter:
- B. a. auratum
- B. a. columbiense

## Bildgalleri

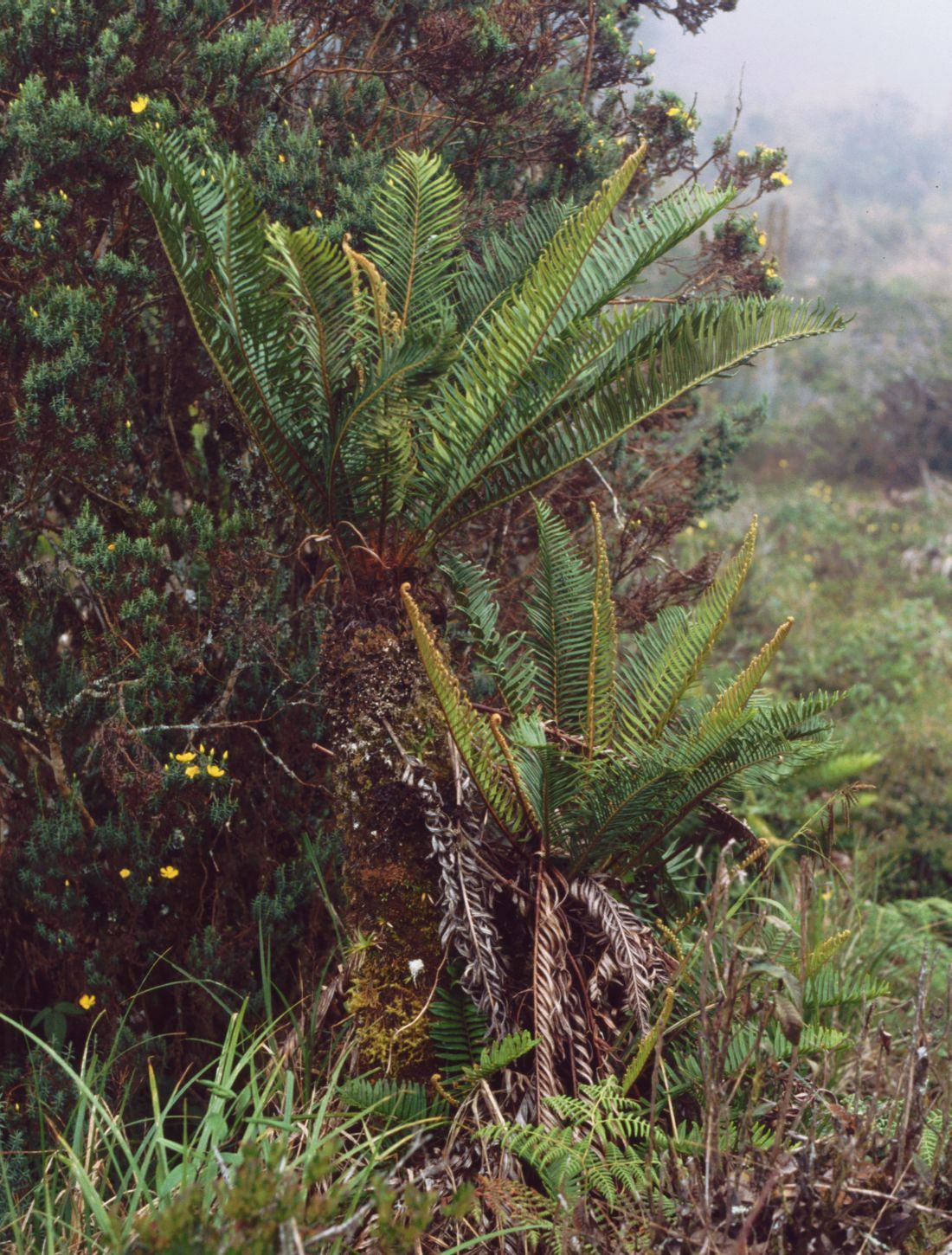